# Beesel
Beesel est une commune et un village des Pays-Bas de la province du Limbourg, dont la devise est Gewoonn anders, gewoon samen .

## Histoire
Le village de Beesel, parfois orthographié Besel, Biessel ou Bieslo, est mentionné pour la première fois dans des écrits en 1275. Aux alentours de 1340, il faisait partie du canton administratif de Ruremonde, au sein de l'Overkwartier van Gelre, qui comprenait également Roermond, Swalmen et Asselt.
Peu de temps après, le canton a fusionné avec le territoire de Montfort pour former le canton administratif de Montfort. Ce dernier s'étendait du centre du Limbourg, à l'est de la Meuse, au Nord et au sud de Roermond (sans pour autant inclure la ville en elle-même).
Beesel forme alors avec la commune néerlandaise de Belfeld. Les deux villages appartiennent pendant longtemps aux espagnols de la Opper-Gelre. En 1713, Beesel, tout comme d'autres villages tels que Venlo et Montfort, est transféré aux Provinces-Unies sous le nom d' Etat de Haute-Gueldre.

## Localités
La commune est officiellement composée de cinq quartiers:
| Nom Néerlandais  | Nom Limbourgeois | Nombre d'habitants |
| ---------------- | ---------------- | ------------------ |
| Reuver           | De Ruiver        | 11.005             |
| Offenbeek        | Óffebek          | 4.950              |
| Beesel           | Bezel            | 2.445              |
| Ouddorp (Beesel) | Aaddörp          | 90                 |
| Rijkel           | Riekel           |                    |

La commune de Beesel comprend plusieurs hameaux dont Rijkel, Bussereind, Witteberg, Meuleberg Markt et Mortel.

## Lieux d'intérêt
L'un des plus anciens bâtiments conservés à Beesel est le Château de Nieuwenbroeck .